# Alliance Stentor
L'Alliance Stentor était une alliance officielle des principales entreprises de télécommunications du Canada, plus particulièrement de ses entreprises de services locaux titulaires. L'alliance tire son nom de la figure mythologique grecque Stentor, qui avait une voix très puissante.
Formée en 1992 pour succéder à Telecom Canada (auparavant connue sous le nom de Système téléphonique transcanadien [en anglais, Trans-Canada Telephone System] et auparavant l'Association de téléphonie du Canada [en anglais, Telephone Association of Canada]), l'alliance regroupait les sociétés suivantes au moment de sa création :
- Alberta Government Telephones, maintenant nommé Telus ;
- BC Tel, maintenant partie de Telus ;
- Bell Canada ;
- Island Telephone Company, maintenant partie de Bell Aliant, une filiale de Bell Canada ;
- Manitoba Telephone System, maintenant une filiale de BCE inc. opérant sous le nom Bell MTS ;
- NBTel, maintenant partie de Bell Aliant, une filiale de Bell Canada ;
- Newfoundland Telephone (en), maintenant partie de Bell Aliant, une filiale de Bell Canada ;
- Northwestel (en) (membre associé), maintenant une filiale de BCE inc. ;
- Québec Téléphone (membre associé), maintenant une filiale de Telus opérant sous le nom de Telus Québec ;
- SaskTel (abréviation de Saskatchewan Telecommunications)[1].

Les alliances antérieures à Stentor (c'est-à-dire les alliances Telecom Canada, Système téléphonique transcanadien et Association de téléphonie du Canada) avaient été formées pour normaliser les services téléphoniques locaux et interurbains partout au Canada et pour coordonner les efforts de lobbying auprès du gouvernement fédéral et des gouvernements provinciaux.
Au moment où Stentor a remplacé Telecom Canada, le service Internet était devenu une composante importante des télécommunications et ce service faisait partie des objectifs de l'alliance, au même titre que les services locaux et interurbains.
En plus de poursuivre les activités de Telecom Canada, Stentor était également une unité de marketing, coordonnant la publicité nationale et les commandites (comme la commandite des Jeux olympiques). Les neuf sociétés membres à part entière ont également participé à la mise en commun de revenus et pouvaient rapidement introduire de nouveaux services aux clients qui avaient des établissements sur les territoires de plusieurs membres de l'alliance. Les autres compagnies de téléphone devaient négocier avec Stentor pour offrir des services tels que les numéros sans frais (services 800) et les services 900.
L'alliance contrôlait les organisations suivantes :
- Stentor Resource Centre Inc. (SRCI) ;
- Stentor Telecom Policy Inc. (STPI) ;
- Stentor Canadian Network Management (SCNM) ;
- Signature Service Centre (SSC).

Le 1er janvier 1999, le Stentor Resource Centre Inc. (SRCI) et le Signature Service Centre (SSC) ont été dissous et leurs rôles ont été repris par leurs organisations mères qui étaient de plus en plus dans un mode de compétition plutôt que de coopération. Le rôle du Stentor Telecom Policy Inc. (STPI) a diminué à mesure que les entreprises empruntaient des voies divergentes. La gestion du réseau canadien (Stentor Canadian Network Management ou SCNM) est restée en place sous une forme modifiée. Au moment de la dissolution, environ 1 800 personnes étaient employées par Stentor.
Plusieurs membres de Stentor sont depuis devenus des concurrents, certains s'alliant à d'anciens concurrents de l'alliance. Bell Canada et Telus ont absorbé presque tous les autres membres de l'ancienne alliance et se livrent une âpre concurrence.